# Corpo degli equipaggi militari marittimi
Il Corpo degli equipaggi militari marittimi (in acronimo CEMM, in precedenza Corpo regi equipaggi marittimi o CREM) è la denominazione che individua il personale appartenente alle categorie dei militari di truppa, dei sottufficiali, e dei graduati della Marina Militare italiana.
Durante l'esistenza della Regia Marina la sua denominazione era Corpo Reali Equipaggi di Marina (acronimo CREM o C.R.E.M.), e in diversi documenti citato come Corpo Reale Equipaggi Marittimi, Corpo Regi Equipaggi Marina, Corpo Regi Equipaggi Marittimi.

## Storia

### La costituzione
Il primo atto ufficiale del neocostituito Regno d'Italia relativo ad un istituto di formazione per gli equipaggi delle navi della Regia Marina, nata dalla fusione della Marina del Regno di Sardegna e della Marina del Regno delle due Sicilie, è stato il Regio decreto del 21 marzo del 1861 che regolamentava l'attività delle due Scuole degli Allievi Operai Macchinisti delle marine preunitarie, ubicate una a Genova ed un'altra a Napoli, che con Regio decreto del 25 settembre 1862 vennero unificate e diedero vita alla "Regia Scuola degli Allievi Macchinisti".
A partire dal 1876 la Regia Marina disponeva di un'articolata serie di Scuole, alcune ospitate in caserme ed altre ancora a bordo di navi in grado di formare gli "specialisti", ovvero uomini specializzati a svolgere a bordo delle unità specifici compiti. Per i corsi svolti su unità navali, venivano scelte le navi più grandi e più vecchie per meglio alloggiare gli allievi a bordo e per non privare la flotta di un'unità di prima linea, con le navi che rimanevano quasi sempre in porto, e lasciavano gli ormeggi solo per effettuare brevi "uscite in mare" per l'addestramento degli allievi.

### La prima guerra mondiale ed il dopoguerra
Nel corso della prima guerra mondiale, in applicazione di un nuovo ordinamento del C.R.E. (Corpo Regi Equipaggi), vennero riordinate le Scuole esistenti. A Venezia, la "Scuola Macchinisti", che nel 1912 aveva cambiato denominazione in "Scuola Meccanici", e le scuole per mozzi, nocchieri e timonieri, ospitate a bordo di navi e a La Spezia nel 1912, vennero concentrate in località San Bartolomeo, nelle "Scuole Specialisti", mentre al Varignano, nel 1916, venne istituita la "Scuola Radiotelegrafisti e Semaforisti".
L'organizzazione degli istituti di formazione della Regia Marina andò via via migliorando con il trascorrere del tempo, da un lato specializzando sempre più le figure professionali, dall'altro, di pari passo con lo sviluppo tecnologico delle unità navali, introducendo nuove categorie, fino ad arrivare alle sedici che nel 1919 componevano il Corpo Reale Equipaggi.
Nel 1924 venne istituita la Scuola di Pola, dopo che, in conseguenza della prima guerra mondiale, Pola era entrata a far parte del Regno d'Italia.
Nel 1926 viene introdotta la nuova denominazione C.R.E.M. (Corpo Reali Equipaggi Marittimi), per distinguerli da quelli della Regia Aeronautica; nello stesso periodo, ormai abolite le Scuole di bordo, venne unificata l'organizzazione delle Scuole, articolata territorialmente su tre poli con le scuole di San Bartolomeo (La Spezia), Pola e Venezia che avrebbero mantenuto questa configurazione fino all'armistizio dell'8 settembre 1943.

### La seconda guerra mondiale
Nel 1941 la Scuola di S. Bartolomeo contava 2000 allievi, la Scuola di Venezia 1165 allievi e la Scuola di Pola, che era la più rappresentativa di quel periodo, 3000 allievi volontari. In quest' ultima, nell'aprile 1940 era stata istituita anche la Regia Scuola Sommergibilisti, lontano dallo scenario della guerra in mare, rilevando dalla Regia Aeronautica un complesso di edifici che venne riadattato ad alloggi, servizi, strutture didattiche per addetti ed allievi, ed officine.
Alla fine dei corsi veniva rilasciato un diploma che permetteva agli allievi di partecipare al concorso, bandito dal Comando C.R.E.M., per allievo Sergente. Coloro che, terminato il periodo di ferma, preferivano tornare alla vita civile, erano in grado di trovare lavoro nelle industrie che necessitavano di tecnici specializzati.
Dopo la proclamazione dell'armistizio, avendo le tre scuole C.R.E.M. ubicate nel Norditalia cessato la loro attività, nel periodo della cobelligeranza si dovette immediatamente affrontare il problema relativo all'organizzazione dei Corsi Ordinari per i nuovi arruolati e provvedere al completamento della formazione e dell'addestramento del personale, interrotto a causa delle vicende belliche. Essendo state gran parte delle infrastrutture militari di Taranto requisite dagli Alleati e non disponendo di caserme a terra, venne deciso di organizzare i corsi a bordo di alcune grandi unità in grado di ospitare contemporaneamente gli allievi ed il personale addetto.
Dopo la seconda guerra mondiale, alla fine del 1945, le attività vennero concentrate presso le neocostituite Scuole Sottufficiali di Venezia, dove si sarebbero tenuti tutti i corsi per i Sottufficiali, mentre i Corsi Ordinari per gli Allievi Sottufficiali e per il Personale volontario del C.R.E.M. si sarebbero continuati a tenere sulle unità navali ormeggiate a Taranto e Siracusa. Pola, nel 1947, in conseguenza del trattato di pace, sarebbe stata ceduta alla Jugoslavia.
Con la proclamazione della Repubblica la vecchia dizione monarchica C.R.E.M.  venne cambiata nella nuova dizione C.E.M.M. (Corpo Equipaggi Militari Marittimi), per adeguarla alla nuova forma istituzionale repubblicana dello Stato.

### Dal secondo dopoguerra ad oggi
Nel 1947 venne istituito il Comando Scuole CEMM di Taranto e nel 1949 il Comando Scuole C.E.M.M. di La Maddalena. Nel 1952 venne assunta la denominazione Gruppo Scuole C.E.M.M. rispettivamente di Taranto, La Maddalena e Venezia e nel 1953 viene costituito il Gruppo Scuole C.E.M.M. di Portoferraio. Nel 1962 vennero soppresse le scuole di Venezia e Portoferraio ed il Gruppo Scuole definitivamente ubicato a La Maddalena e Taranto,  concentrado presso il Gruppo Scuole della Maddalena le Scuole delle categorie più propriamente marinaresche, quali nocchieri e tecnici di macchine e di quelle relative ai servizi logistici, quali furieri e infermieri, mentre presso il Gruppo Scuole di Taranto vennero concentrate le Scuole delle categorie più propriamente operative, quelle del personale impiegato al funzionamento di apparati elettronici e sistemi d'arma.
A partire dal 1980 le Scuole hanno subito radicali trasformazioni a livello organizzativo e di competenze fino ad arrivare alla attuale struttura con la denominazione di Scuola sottufficiali della Marina Militare.

## Organizzazione
L'articolo 2, comma 1, della legge 6 agosto 1991, n. 255, ha separato in due i Corpi della marina militare denominandoli rispettivamente uno Corpo equipaggi militari marittimi (ruolo CEMM) e l'altro Corpo delle capitanerie di porto (ruolo nocchieri di porto) e prevedendo al successivo articolo 8, comma 1 e 2, identiche modalità di stato giuridico e di avanzamento tra i due ruoli della Forza armata (entrambi suddivisi per categorie e specialità dalla determinazione emana in data 24 luglio 2003 dal capo di stato maggiore della Marina Militare pro tempore).

## Le scuole
Le Scuole C.R.E.M. sono sorte in luoghi e tempi diversi, in funzione delle necessità che, man mano, venivano a crearsi per le esigenze della Regia Marina. Subito dopo la proclamazione del Regno d'Italia, essendo molto alto il livello di analfabetismo nel nuovo Stato, la Regia Marina contribuì assieme alle altre forze armate del Regno d'Italia a ridurre tale fenomeno.

## Classificazione del personale

### Categorie storiche
| Aiutanti (1947-1952)                            | Aiutanti (1952-1958)                                | Autisti meccanici                            | Cannonieri                      | Cannonieri artificieri | Cannonieri puntatori    | Cannonieri meccanici armaioli |
| Cannonieri meccanici armaioli puntatori cannoni | Cannonieri meccanici armaioli puntatori mitragliere | Cannonieri telemetristi e stereotelemetristi | Carpentieri                     | Conduttori girobussole | Diplomati               | Ecogoniometristi              |
| Elettricisti                                    | Elettromeccanici                                    | Fotografi navali                             | Fucilieri                       | Fuochisti              | Furieri contabili       | Furieri segretari             |
| Furieri sussistenza                             | Incursori                                           | Infermieri                                   | Istruttori di educazione fisica | Laureati               | Marinai di leva         | Meccanici                     |
| Meccanici d'artiglieria                         | Meccanici di armi subacquee                         | Meccanici di artiglieria                     | Meccanici di siluri Siluristi   | Motociclisti           | Motoristi navali        | Musicanti                     |
| Nocchieri (1930)                                | Nocchieri (1958) Nocchieri di porto (1958)          | Nocchieri di porto                           | Palombari                       | Portuali               | Operatori radar di tiro | Radaristi                     |
| Radiotelegrafisti                               | Segnalatori                                         | Servizio antincendi                          | Sommozzatori                    | Stereotelemetristi     | Tecnici elettronici     | Telegrafonisti                |
| Telepuntatori                                   | Titolo di studio                                    | Torpedinieri                                 | Trombettieri                    |                        |                         |                               |

### Categorie attuali
Elenco delle categorie, delle specialità e delle abilitazioni:
|  | - Telecomunicatori (SSC/TLC) - Compensatori bussole magnetiche (SSC/TLC/CBM) - Guerra elettronica (SSC/TLC/GE) - Operatori di volo (SSC/TLC/OV) - Servizio idro-oceanografico (SSC/TLC/IDR) - Segnalatori (SSC/S) - Ecogoniometristi (SSC/ECG) - Operatori di volo (SSC/ECG/OV) - Servizio idro-oceanograafico (SSC/ECG/IDR) - Radiotelegrafisti (SSC/RT) - Radaristi (SSC/RD) - Operatori di volo (SSC/RD/OV) - Ricercatori elettronici (SSC/REL) - Informazioni (SSC/REL/I) |

|  | - Meccanici di siluri e armi (TSC/MSA) - Tecnici di aeromobili (TSC/TAER) - Servizio mine e dragaggio (TSC/MD) - Meccanici di artiglieria (TSC/MA) - Tecnici di aeromobili (TSC/MA/TAER) - Montatori (TSC/MA/MO) - Meccanici di siluri (TSC/SI) - Montatori (TSC/SI/MO) - Antisom (TSC/SI/SA) - Servizio mine e dragaggio (TSC/SI/MD) - Montatori (TSC/MO) - Artificieri (TSC/CAF) - Meccanici di armi subacquee (TSC/MAS)                                                                               |
|  | - Tecnici elettronici (TSC/ETE) - Conduttori girobussole (TSC/ETE/CB) - Montatori girobussole (TSC/ETE/MG) - Specialisti di sistemi per la ricerca elettronica (TSC/ETE/REL) - Specialisti di sistemi sonar (TSC/ETE/SNR) - Specialisti di sistemi radar (TSC/ETE/RDR) - Specialisti di sistemi di tiro (TSC/ETE/DT) - Specialisti di sistemi di telecomunicazione (TSC/ETE/TLC) - Tecnici di aeromobili (TSC/ETE/TAER) - Sistema elaborazione automatica dati (TSC/ETE/ADP) - Elettromeccanici (TSC/EM) |
|  | - Operatori elaborazione automatica dati (TSC/EAD) - Programmatori (TSC/EAD/PR) - Analisti (TSC/EAD/ANL) |

|  | - Tecnici di macchine (SSP/TM) - Servizio antincendio (SSP/TM/SA) - Specialisti di aeromobili (SSP/TM/SAER) - Elettronici (SSP/TM/ELT) - Conduttori automezzi (SSP/CNA) - Meccanici (SSP/MC) - Motoristi navali (SSP/MN) |
|  | - Elettricisti (SSP/E) - Conduttori girobussole (SSP/E/CB) |

|  | - Furieri segretari (SSAL/FR-S) - Furieri contabili (SSAL/FR-C) - Furiere disegnatore (SSAL/FR-D) - Furieri logistici (SSAL/FR-L) - Furieri elaborazione automatica dati (SSAL/FR-EAD) - Furiere fotografo navale (SSAL/FR-FN) - Gestione scorte (SSAL/FRL-GS) - Maestri di cucina e mensa (SSAL/MCM) - Specialisti di sala (SSAL/MCM/SSL) - Specialisti di cucina (SSAL/MCM/CU) |
|  | - Musicanti (SSAL/MU) |
|  | - Marinai (SSAL/M) - Servizi vari (SSAL/M/SV) - Barbieri (SSAL/M/BR) |

|  | - senza specialità - Costiero (IN/C) - Comando, supporto e logistica (IN/CSL) |

|  | - senza specialità - Ricognizione (FCM/RECON) - Osservatori fuoco di supporto (FCM/OFS) - Armi e fuoco di supporto (FCM/AFS) - Missilisti (FCM/MSL) - Pionieri (FCM/PNR) - Sommozzatori demolitori ostacoli (FCM/SDO) - Conduttori mezzi tattici (FCM/CMT) - Comando, supporto e logistica (FCM/CSL) |

|  | - senza specialità - Immersioni profonde (PA/IP) - Apparecchiature presso resistenti (PA/AP) - Sommozzatori disattivatori mine (PA/EODN) - Tecnico iperbarico (PA/TI) - Comando, supporto e logistica (PA/CSL) |

|  | - Infermieri (SS/I) - Tecnico di chirurgia e sala operatoria (SS/I/CH) - Tecnico di centro trasfusionale (SS/I/CT) - Tecnico di laboratorio di analisi (SS/I/LA) - Tecnico iperbarico (SS/I/TI) - Tecnico di anestesia e rianimazione (SS/I/ANT) - Tecnico di decontaminazione NBC (SS/I/DD) - Tecnico farmacia (SS/I/FM) - Medicina legale (SS/I/ML) - Capo sala (SS/I/CS) - Tecnico sanitario di laboratorio biomedico (SS/TLB) - Tecnico di decontaminazione NBC (SS/TLB/DD) - Tecnico di centro trasfusionale (SS/TLB/CT) - Tecnico farmacia (SS/TLB/FM) - Tecnico sanitario di radiologia medica (SS/TRM) - Tecnico di decontaminazione BNC (SS/TRM/DD) - Fisioterapista (SS/FKT) - Tecnico di neurofisiopatologia (SS/NFP) - Ortottista - Assistente di oftalmologia (SS/OFT) - Audiometrista (SS/AMT) - Odontotecnico (SS/ODT) - Infermieri non laureati (SS/INL) - Servizio ausiliario (SS/SA) - Operatore tecnico sanitario (SS/SA/OTS) - Operatore logistico ospedaliero (SS/SA/OLO) |

|  | - senza specialità - Compensatori bussole magnetiche (N/CBM) |

Abilitazioni comuni a più categorie o specialità
- Anfibi (ANF)
- Paracadutisti (PAR)
- Sommozzatori (SMZ)
- Inquadratori (INQ)
- Servizio NBC (NBC)
- Operatori del servizio sicurezza abilitati al lavoro in carena (OSSALC)
- Montatori specialisti di elicottero (ELM)
- Fotografi navali (FN)
- Idrografi (IDR)
- Interpreti fotografia aerea (IFA)
- Gestione materiale (GM)
- Istruttore marinaresco educatore fisico (ISMEF)
- Servizio d'ordine (SO)
- Servizio difesa installazioni (SDI)
- Assistenti tecnici del genio (ATG)
- Conduttori automezzi (CNA)
- Servizio rappresentanza (SR)
- Sommergibilisti (SMG)
- Neutralizzatore materiale esplosivo (EOD)
- Comunicazione Pubblica Informazione (COM-PI)
- Comunicazione (COM)